# The Tallest Man on Earth (album)
The Tallest Man on Earth är The Tallest Man on Earths självbetitlade debut-EP, utgiven 2006. Låten "Into the Stream" finns även med på debutalbumet Shallow Grave. I juni 2011 återutgavs skivan med det tidigare outgivna spåret "In the Pockets".

## Låtlista
2006 års utgåva
1. "It Will Follow the Rain" - 3:25
2. "Walk the Line" - 3:32
3. "Steal Tomorrow" - 2:40
4. "Over the Hills" - 3:20
5. "Into the Stream" - 2:51

2011 års utgåva
1. "It Will Follow the Rain" - 3:25
2. "Walk the Line" - 3:32
3. "Steal Tomorrow" - 2:40
4. "In the Pockets" - 3:48
5. "Over the Hills" - 3:20
6. "Into the Stream" - 2:51